# Ouaouzgane
Ouaouzgane (franska: Ouaouzgane (CR), Ouaouzgane (Commune Rurale), arabiska: ووزڭان) är en kommun i Marocko.   Den ligger i provinsen Chefchaouen och regionen Tanger-Tétouan-Al Hoceïma, i den nordöstra delen av landet, 230 km nordost om huvudstaden Rabat. Antalet invånare är 16 075.